# Sharon Baglieri
Sharon Baglieri (Ragusa, 21 febbraio 2000) è un'ex cestista e allenatrice di pallacanestro italiana.

## Carriera
Ha giocato come playmaker a Ragusa nella massima serie italiana.
Nel 2022-2023 è nello staff della I Have a Team Ragusa campionessa regionale Under-17 e Under-19 femminile. Nel 2023-2024 è assistente allenatore della I Have a Team di Serie B.